# Судзухана, Юко
Юко Судзухана (яп. 鈴華 ゆう子 Судзухана Ю:ко, род. 7 июня) — японская певица, композитор, поэтесса и пианистка, более известная как лидер группы Wagakki Band.

## Биография
В возрасте трёх лет Юко Судзухана начала учиться игре на пианино. Через два года она стала изучать сигин (искусство художественной декламации) и кэнсибу (танцы с мечами и веерами). После окончания старшей школы города Мито Судзухана училась в Токийском колледже музыки. Поработав пианистом и преподавателем игре на пианино, она стала участницей поп-группы Asty, образованной вместе с её университетскими соученицами.
В 2011 году Судзухана выиграла главный приз в молодёжной секции конкурса National Ginpo Concours, спонсируемого Nippon Columbia. В феврале 2012 году она с Дайсукэ Каминагой и Киёси Ибукуро создала группу Hanafugetsu. Год спустя она задумала музыкальный коллектив, который бы сочетал традиционные и современные стороны японской культуры, что стало предпосылкой для формирования Wagakki Band.
В 2016 году Судзухана выпустила первый сольный альбом Cradle of Eternity, достигший 6-го места в хит-параде Oricon. В марте 2017 года её назначили послом в префектуре Ибараки и городе Мито. В июне 2019 года она вместе с Wagakki Band перешла к лейблу Universal Music Japan. 28 июня 2021 года Судзухана объявила о возобновлении сольной карьеры и через два дня выпустила песню «Campanula» (яп. カンパニュラ). В том же году она дебютировала как сэйю, озвучив героиню аниме-сериала Peach Boy Riverside.

## Личная жизнь
21 августа 2022 года Судзухана рассказала, что вышла замуж за игрока на кото и участника Wagakki Band Киёси Ибукуро 4 марта 2020 года, также сообщив о своей беременности. 24 ноября она родила дочь.

## Дискография

### Альбомы
С Asty
- Harukaze (春風) (15 мая 2010)
- Sweet Drops (28 октября 2010)
- Acoustic -Nature- (28 апреля 2012)

С Yukari
- Biluce (25 октября 2012)

С Hanafugetsu
| Дата           | Название                                          | Высшие позиции | Высшие позиции |
| Дата           | Название                                          | Oricon         |                |
| -------------- | ------------------------------------------------- | -------------- | -------------- |
| 19 мая 2013    | Kojo no Tsuki, Ruten no Hana (湖上の月、流転の花) | —              |                |
| 19 января 2014 | Theme of Hanafugetsu (Theme of 華風月)            | —              |                |
| 18 июня 2014   | Ame ga Aketara (雨が明けたら)                     | —              |                |
| 7 июня 2017    | Awaki Utsutsu ni Yume Kasane (淡き現に 夢かさね)  | 31             |                |

С Wagakki Band
Сольные альбомы
| Дата           | Название           | Высшие позиции | Высшие позиции |
| Дата           | Название           | Oricon         |                |
| -------------- | ------------------ | -------------- | -------------- |
| 23 ноября 2016 | Cradle of Eternity | 6              |                |

## Роли
- Peach Boy Riverside — Атла